# 北勢電気
北勢電気株式会社（ほくせいでんきかぶしきがいしゃ）は、明治後期から大正にかけて存在した日本の電力会社である。三重県下で営業した主要事業者の一つで、四日市市を中心とする北勢地方への電気供給を担った。
1897年（明治30年）に四日市電灯株式会社（四日市電燈、よっかいちでんとう）の社名で四日市に設立。初めは市内中心部のみに配電する小規模事業者であったが、明治末期より桑名・亀山などにも進出して北勢地方全体に供給区域を拡大し、1914年（大正3年）には社名を北勢電気へと変更した。また1912年（明治45年）からは四日市にて都市ガス供給事業も営んだ。
1922年（大正11年）、送電関係のあった東邦電力（旧・名古屋電灯）へ合併され、電気事業は同社へ、ガス事業は同社傘下の東邦ガスへとそれぞれ引き継がれた。

## 沿革

### 四日市での開業
1888年（明治21年）11月、三重県四日市市で三重紡績（東洋紡の前身）の本社工場が操業を開始した。この紡績工場には自家用の火力発電設備（原動機は蒸気機関）が設けられており、電灯の明かりによる夜間操業が行われた。これが三重県内のみならず東海地方で最初の電灯実用化事例にあたる。翌1889年（明治22年）12月、愛知県名古屋市にて名古屋電灯が開業し、日本国内で5番目、東海地方では第1号となる電気事業を開始した。電気事業はその後、愛知県豊橋市（豊橋電灯・1894年開業）、岐阜県岐阜市（岐阜電灯・同年開業）の順に周辺都市へ波及していく。三重県内では名古屋電灯開業翌年にあたる1890年（明治23年）には早くも津や四日市で電気事業の起業に向けた動きがあったとされるが、その実現までには時間を要した。県内主要都市に電気事業が出現するのは名古屋電灯開業から8年後、1897年（明治30年）のことである。
四日市においては、1896年（明治29年）7月13日付で「四日市電灯株式会社」が逓信省より事業許可を得た。四日市電灯の発起人は平野太七（魚問屋経営兼呉服太物商）・中村藤助（材木商）・大川孫次郎（米穀肥料商）・水谷五郎九（元四日市町収入役）・南川三右衛門（材木商）・吉田茂太郎（料亭「松茂楼」店主）・熊澤九右衛門（種油問屋経営）・鈴木廉平（酒造業）の8名からなる。この当時すなわち「旧商法」の時代（1893 - 1899年）の会社設立手続きは、発起人が農商務省より発起認可を得たのち株主募集に取り掛かり、株主の確定を済ませた上で創業総会を開催し定款や役員を定め、そして株式払込みを経て農商務省から設立免許を取って設立登記を遂げる、という煩雑なものであった。四日市電灯においては設立免許を1896年11月27日付で得ている（その他の手続日は不明）。
設立時の資本金は3万円。役員は発起人から選ばれており、当初は平野太七が専務取締役を務めた。翌1897年9月1日、四日市電灯は営業を始める。4月に開業した津市の津電灯、6月に開業した宇治山田市（現・伊勢市）の宮川電気（後の伊勢電気鉄道）に続く、三重県下で3番目に開業した電気事業者となった。当初の電源は火力発電で、名古屋電灯技師丹羽正道の設計により四日市市北条町の本社構内（のちの中部電力四日市営業所所在地にあたる）に発電所を建設。蒸気機関を原動機として直流発電機（出力28.5キロワット、2台設置）にて発電した。開業当初の電灯需要家は250戸、灯数は600灯で、供給区域は四日市市の中心部（大字四日市）に限られた。
1897年下半期に最初の増資があり資本金は3万7500円とされた。次いで1903年（明治36年）11月株主総会にて1万7500円の増資を決議し、資本金を5万5000円としている。翌1904年（明治37年）7月、最初の発電所拡張が完了し、出力75キロワットの交流発電機が運転を始めた。

### 北勢一帯への拡大

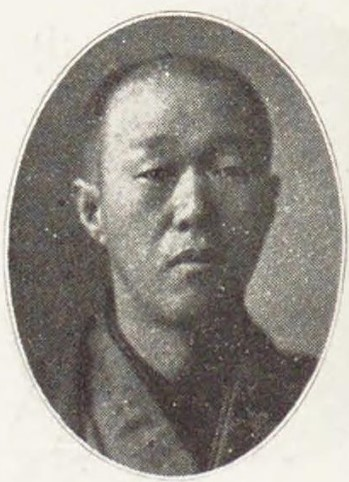
社長を務めた8代目九鬼紋七

1905年（明治38年）11月、四日市電灯は19万5000円の増資を決議し、資本金を25万円とした。この増資は朝明川での水力発電所建設のためである。増資後経営陣にも動きがあり、翌1906年（明治39年）1月、取締役に酒井礼一（初代四日市市長）、監査役に九鬼総太郎（米穀肥料商・地主）が加わり、酒井が社長となった（平野太七は常務取締役）。ただし酒井は1907年（明治40年）12月に死去しており、翌年1月九鬼紋七（米穀肥料商・地主かつ三重県多額納税者）が取締役に補選されて社長に就いている。
1907年4月、四日市電灯最初の水力発電所として千草発電所が運転を開始した。朝明川上流の三重郡千種村（現・菰野町）に位置する発電所で、出力は350キロワットである。さらに既設北条発電所についても改修工事が行われ、1910年（明治43年）3月、従来の設備にかえて蒸気タービンを備える出力750キロワットの発電所として完成した。発電所改修に際しても4度目となる増資が行われており、前年1月に25万円の増資決議がなされている。
電源拡充に並行して供給区域の拡大も進行していく。四日市市外の村落へ初めて配電線を延長したのは1906年6月のことだが、1908年（明治41年）8月には河芸郡神戸町（現・鈴鹿市）への供給を開始。1910年には新火力設備の完成とともに三重郡富田村・富洲原村（現・四日市市）および桑名郡桑名町（現・桑名市）への配電工事を施工し、さらに同年6月より鈴鹿郡亀山町（現・亀山市）、同年9月より河芸郡白子町（現・鈴鹿市）での供給をそれぞれ始めた。逓信省の史料によると、1911年（明治44年）末時点では供給区域内のうち四日市・富田・桑名・神戸・亀山の5か所に変電所を配置（他に千種村で建設中）。同時点での供給成績は電灯数2万941灯・動力用電力供給386馬力（288キロワット）・その他電力供給3キロワットであった。
1911年1月、50万円の増資を決議し、資本金を100万円とした。この5度目の増資は第二火力発電所建設のためである。新発電所は既設の北条発電所に増設の余地がないため郊外の三重郡日永村（現・四日市市）にて建設され、1913年（大正2年）4月、出力1500キロワットの大井川発電所として運転を始めた。

### ガス事業・鉄工所の兼営
四日市電灯では事業拡大の過程で電気事業のほかにも都市ガス供給と鉄工所を兼営した。
ガス事業ではまず1909年（明治42年）12月28日付で九鬼紋七ほか7名の名義で事業許可を取得した。この出願は名古屋の奥田正香（名古屋瓦斯社長）らとの競願になっていたが、奥田側は同時に不許可となっている。翌1910年1月、四日市電灯では株主総会にてガス事業の兼営を決議。そして2年後の1912年（明治45年）3月15日より四日市電灯ガス部としてガス事業を開業した。宇治山田の神都瓦斯（1911年開業）に続く三重県下2番目のガス事業である。四日市電灯のガス工場は大字四日市字東浦に位置し、日産5万立方フィート（約1416立方メートル）の石炭ガス製造力を有する。ガス供給区域は四日市市内で、1912年末時点では407戸の需要家に対し灯火用（ガス灯用）孔口594個・熱用孔口320個・ガスエンジン1台（25馬力）を取り付けた。
四日市電灯では四日市のほかに桑名郡桑名町におけるガス事業計画も有した。桑名では1910年より地元有志の間で桑名瓦斯というガス会社の起業が企画されていたが、四日市電灯ではガス灯との競合で電灯供給に影響が及ぶのをおそれて割り込みを図り、常務平野太七の名義で桑名でのガス事業を出願する。これが桑名進出計画の発端であるが、三重県当局から桑名瓦斯発起人と妥協し出願を一本化するよう命ぜられたものの交渉がまとまらず失敗、その後桑名町会による町営ガス事業計画が浮上したものの不認可となるなど起業手続きは難航した。結局1913年4月になり、電灯との競争を避けるという譲歩と引き換えに四日市電灯は桑名瓦斯の起業を認める、という妥協が成立する。翌1914年（大正3年）3月諸戸精太を社長として桑名瓦斯が発足し、同年12月より桑名でのガス供給が開始された。
もう一つの兼業である鉄工所は「四日市鉄工所」という会社を買収することで追加された事業である。同所は1908年7月1日に、平野太七を代表社員とする合資会社（合資会社四日市鉄工所）の形で四日市市北条町に設立。ボイラー・蒸気機関の製造・修繕や鉄器の製作・販売を事業目的としていた。1912年になり、四日市電灯では別会社への注文という形では不便が多いとして四日市鉄工所の直営化を決定、7月の株主総会にて事業を1万円で買収する旨を決議した。買収後、1918年時点での鉄工所の事業内容は変圧器や街灯用金物・腕金の製作とある。

### 北勢電気への改称
1913年末の時点で四日市電灯の需要家は約1万4000戸を数えていた。当時の四日市市の総戸数が約6800戸であるため、需要家の半数以上が市外であったことがうかがわれる。このように事業区域が四日市のみならず北勢地方一帯に広がったことから、四日市電灯は1914年8月1日付登記で「北勢電気株式会社」に社名を変更した。
大正時代に入ってからも供給区域の拡大は続いた。前記大井川発電所工事にあわせて県北部の員弁郡内や桑名郡多度村方面で配電工事を進めており、うち員弁郡側では1914年4月梅戸井村（現・いなべ市）に変電所を新設し、同年5月の阿下喜村（同）を皮切りに順次配電を始めていった。ただし員弁郡北部の十社村などは同村に設立された十社電気の供給区域に入り、北勢電気区域からは外れている。また桑名郡では揖斐川・長良川を越えた長島村方面に1918年（大正7年）下期より供給を始めた。他方、電力供給の部門において名古屋電灯が北勢地方に進出したため、北勢電気の市場独占は部分的に崩れた。名古屋電灯の供給先は東洋紡績の富田工場（富洲原村）と四日市工場の2か所で、前者には1917年（大正6年）9月より、後者には翌年5月よりそれぞれ送電している。なお北勢電気自体も1917年12月より名古屋電灯からの電力供給を受けた（受電は当初300キロワット、のち500キロワット）。
社名変更後の供給成績をみると、電灯数は1916年（大正5年）上期に5万灯を越え、1918年下期には8万灯に達した。動力用電力供給も1918年下期に1000馬力を超えている。この時期、電灯供給部門では発光部（「フィラメント」という）に金属線を用いる金属線電球の普及がみられた。金属線電球は発光部に炭素線を用いる旧来の炭素線電球に比べて著しく高効率・長寿命の白熱電球であり、タングステン線を用いる場合には炭素線電球に比して約3分の1の消費電力で済むという特徴を持つ。北勢電気の場合、逓信省の資料によると金属線電球の取付は1913年末時点では全体の14パーセントを占めるに過ぎなかったが、翌年末時点では全体の80パーセントまで拡大、そして1918年下期末時点では全体の99パーセントに達している。
上記のような金属線電球普及で電灯に対する競争力を失ったのがガス灯であった。電灯の改良に第一次世界大戦勃発による原料石炭価格の暴騰も重なった結果、地方小都市のガス事業は軒並み経営不振に陥り、神都瓦斯（1917年廃業）のように廃業も相次いだ。北勢電気ガス部では1917年11月末時点で1216戸の需要家に対し3534個のガス孔口を取り付けていたが、翌年から需要家数・孔口数とも減少に転じ、収支も1918年下期から赤字に転落している（会社全体の収支は黒字）。
経営面では1916年6月に100万円の増資が決議されており、資本金は200万円となっている。

### 中勢進出
1918年9月、北勢電気は三重県中勢地方を流れる雲出川水系八手俣川に出力400キロワットの水力発電所を新設する許可を得た。発電所所在地は一志郡竹原村（現・津市美杉地域）である。自社発電所建設に加え、共同火力発電所建設にも参画した。事業主体は三重共同電力株式会社といい、県内の主要電力会社である北勢電気・津電灯・松阪水力電気（後の松阪電気）・伊勢電気鉄道・巌倉水電の5社で共同火力発電所を建てるべく計画されたもので、1919年（大正8年）8月23日、北勢電気本社内で創立総会があり発足した。三重共同電力の役員として、北勢電気からは九鬼紋七が取締役会長に、平野太七が常務取締役に選ばれている。資本金は100万円で、翌1920年（大正9年）11月末時点では全2万株のうち2600株を北勢電気が持っていた（伊勢電気鉄道に次ぐ大株主）。
北勢電気が発電所建設を目指す雲出川流域の山間部では、大勢水力電気株式会社という小事業者が先に存在していた。同社は1915年（大正4年）10月に一志郡八知村での発電所建設と同村ほか6村を供給区域とする電気事業の許可を得た上で、翌1916年10月10日付で津市に設立（ただし翌年5月東京市京橋区＝現・東京都中央区へ移転）。鯵ヶ沢電気（青森県）・南遠電気（静岡県）などと同じく匿名組合村松組（後の株式会社方電社。工学士村松魯三郎・山田耕と明電舎代表重宗芳水が経営）が出資・経営していた会社で、初めは山田耕が代表取締役を務めた。開業は1918年5月である。
開業後、1919年1月になって大勢水力電気では経営陣に異動があり、山田耕らが辞任して北勢電気から代表取締役に松岡栄太郎（北勢電気支配人）、取締役に平野太七が入った。この経営陣交代と同時に本店も東京から北勢電気と同じ四日市市北条町へと移している。資本金は設立時から6万円であったが、四日市移転に前後する1918年12月と1919年10月の2度にわたって計18万円の増資を決議しており、最終的に24万円とされた。
1920年12月16日、北勢電気は株主総会にて大勢水力電気の合併を決議した上で、翌1921年（大正10年）4月1日付で同社を合併した。合併に伴う資本金増加は24万円。合併決議1年前の1919年12月に300万円の増資も決議しており、大勢水力電気合併後の資本金は524万円となっている。
大勢水力電気後、1921年11月末時点における供給成績は、電灯が需要家数6万737戸・灯数11万3788灯、電力が動力用供給1972馬力（1471キロワット）・その他供給200.2キロワット、ガスが需要家数1117戸・孔口数3458口（内訳：灯火用2379口・熱用1079口）であった。このうち電力需要家には11月に電化されたばかりの四日市鉄道（現在の近鉄湯の山線を経営）も含まれる。なお同年下期決算においてはガス部の収支は黒字ではあるが、利益は1万5千円に過ぎず鉄工所の利益（7万9千円）よりも少ない。

### 東邦電力との合併

三重県下の主要電気事業者供給区域図（1921年）。赤色の部分が北勢電気の供給区域

北勢電気と連系関係にあった名古屋電灯は、1920年代に入ると周辺事業者の統合を推進するようになり、岐阜電気（岐阜県）や豊橋電気（愛知県）などを次々と合併していく。さらには1921年10月奈良県の関西水力電気と合併し、関西電気株式会社へと発展した。
名古屋電灯（関西電気）の拡大路線は三重県にも及び、新聞報道によると1920年10月頃、北勢電気の合併に向けた動きがあったという。この動きに対抗し、四日市市や桑名町では北勢電気の事業を公営に移す議論を始めたが、これは実現をみなかった。これらの一方、三重県では県知事山脇春樹の主唱によって県下電気事業の統合が試みられつつあった。合同対象となったのは北勢電気・津電灯・松阪電気・伊勢電気鉄道・巌倉水電の5社で、各社代表者による協議が重ねられた。1921年11月になり5社のうち津電灯・松阪電気・伊勢電気鉄道の合同が決定され、翌1922年（大正11年）5月、3社合併による三重合同電気（後の合同電気）が発足をみた。しかしながら北勢電気ではこの三重合同電気設立には参加せず関西電気との合併を選択し、1921年12月までに同社と合併契約を交わした。
関西電気・北勢電気両社は1922年1月12日に臨時株主総会を開き、関西電気では北勢電気の合併を、北勢電気では関西電気への合併とそれに伴う解散をそれぞれ決議した。合併比率は1対1.333に定められており、合併に伴う関西電気の資本金増加額は北勢電気の資本金524万円（うち290万円払込）に対して698万6650円（うち386万6650円払込）である。合併条件には計13万9733株の関西電気株式交付のほか北勢電気役員に対する慰労金や従業員に対する解散手当（8万円）の支払いも付された。逓信省の合併認可は同年5月11日付で下り、6月26日に関西電気（同日東邦電力へ改称）にて合併報告総会が開かれて合併手続きが完了、同日をもって北勢電気は解散した。
北勢電気を吸収した東邦電力では、旧北勢電気の後身として四日市市に四日市支店を構えた。あわせて付帯事業の整理にも着手して東邦電力への改称と同時に電機会社の東邦電機工作所とガス会社の東邦瓦斯（東邦ガス）を設立し、旧北勢電気から引き継いだ四日市の鉄工所は東邦電機工作所へ移管、四日市地区のガス事業は1年遅れて1923年（大正12年）4月1日付で東邦瓦斯へと譲渡した。電気事業においては1923年1月に旧北勢電気が着工していた八手俣川の竹原発電所（出力700キロワット）が完成をみた。その一方、旧北勢電気も参加していた三重共同電力に関しては1923年7月に津市内にて出力3000キロワットの火力発電所を完成させたが、北勢電気が東邦電力との合併を選択したため受電契約は解除となり、反対に1924年（大正13年）より東邦電力から三重共同電力を介した三重合同電気への電力供給が始められた。

### 年表
- 1896年（明治29年）
  - 7月13日 - 四日市電灯に対し逓信省より電気事業経営許可[9]。
  - 11月27日 - 四日市電灯株式会社設立[2]。資本金3万円[19]。
- 1897年（明治30年）
  - 下半期 - 最初の増資で資本金を3万7500円とする[19]。
  - 9月1日 - 開業[9][10]。電源として北条火力発電所建設[10]。
- 1903年（明治36年）
  - 11月16日 - 1万7500円の増資を決議し[25]、資本金を5万5000円とする[19]。
- 1905年（明治38年）
  - 11月16日 - 19万5000円の増資を決議し[26]、資本金を25万円とする[19]。
- 1907年（明治40年）
  - 4月 - 千草水力発電所運転開始[33]。
- 1908年（明治41年）
  - 8月 - 河芸郡神戸町（現・鈴鹿市）での供給を開始[35]。
- 1909年（明治42年）
  - 1月16日 - 25万円の増資を決議し[34]、資本金を50万円とする[19]。
- 1910年（明治43年）
  - 1月16日 - ガス事業兼営を決議[45]。
  - 3月 - 北条発電所改修工事竣工[23]。同時に桑名郡桑名町（現・桑名市）方面への配電工事も完成[36]。
  - 6月20日 - 鈴鹿郡亀山町での供給を開始[37]。
  - 9月 - 河芸郡白子町（現・鈴鹿市）での供給を開始[35]。
- 1911年（明治44年）
  - 1月16日 - 50万円の増資を決議し[41]、資本金を100万円とする[19]。
- 1912年（明治45年）
  - 3月15日 - 都市ガス供給事業開始[44]。
  - 7月16日 - 合資会社四日市鉄工所からの事業買収を決議[95]。
- 1913年（大正2年）
  - 4月 - 大井川火力発電所運転開始[42]。
- 1914年（大正3年）
  - 5月4日 - 員弁郡阿下喜村（現・いなべ市）での供給を開始[55]。
  - 8月1日 - 北勢電気株式会社へ社名変更（登記日）[53]。
- 1916年（大正5年）
  - 6月16日 - 100万円の増資を決議し[68]、資本金を200万円とする。
- 1917年（大正6年）
  - 12月11日 - 名古屋電灯からの受電を開始[57]。
- 1919年（大正8年）
  - 12月16日 - 300万円の増資を決議し[81]、資本金を500万円とする。
- 1921年（大正10年）
  - 4月1日 - 大勢水力電気株式会社を合併[80]。資本金524万円となる[79]。
- 1922年（大正11年）
  - 1月12日 - 株主総会にて関西電気株式会社（旧・名古屋電灯）への合併と解散を決議[86]。
  - 5月11日 - 逓信省より関西電気との合併認可[87]。
  - 6月26日 - 関西電気（同日東邦電力へ改称）と合併し北勢電気解散[3]。同日、東邦電力は旧北勢電気工作所などを元に東邦電機工作所を設立[90]。
- 1923年（大正12年）
  - 4月1日 - 東邦電力は旧北勢電気のガス事業を東邦瓦斯へ譲渡[91]。

## 供給区域

### 電気：1911年時点
1911年12月末時点における電灯・電力供給区域は以下の通り。これには未開業区域も多数含まれる。
| 市部 （1市）      | 四日市市 |
| 三重郡 （18村）   | 海蔵村・羽津村・富田村・富洲原村・大矢知村・八郷村・常磐村・日永村・四郷村・内部村・河原田村・塩浜村・楠村・桜村（現・四日市市）、 菰野村・千種村（現・菰野町）、 朝日村（現・朝日町）、 川越村（現・川越町） |
| 河芸郡 （2町4村） | 神戸町・河曲村・玉垣村・若松村・白子町・栄村（現・鈴鹿市） |
| 鈴鹿郡 （2町4村） | 牧田村・庄野村・高津瀬村・石薬師村（現・鈴鹿市）、 亀山町・関町（現・亀山市） |
| 桑名郡 （1町6村） | 桑名町・赤須賀村・大山田村・益生村・城南村・在良村・深谷村（現・桑名市） |

### 電気：1921年時点
1921年6月末時点における電灯・電力供給区域は以下の通り。
| 市部 （1市）       | 四日市市 |
| 三重郡 （1町28村） | 郡内全町村（現・四日市市・菰野町・朝日町・川越町） |
| 河芸郡 （2町13村） | 神戸町・飯野村・河曲村・一ノ宮村・箕田村・玉垣村・若松村・白子町・栄村・稲生村・天名村・合川村（現・鈴鹿市）、 高野尾村・椋本村（現・津市）、明村（現・津市・亀山市）                                                         |
| 安濃郡 （1村）     | 雲林院村（現・津市） |
| 鈴鹿郡 （2町16村） | 牧田村・国府村・庄野村・高津瀬村・石薬師村・深伊沢村・庄内村（現・鈴鹿市）、久間田村・椿村（現・鈴鹿市・四日市市） 井田川村（現・亀山市・鈴鹿市）、亀山町・昼生村・川崎村・野登村・神辺村・関町・白川村・加太村（現・亀山市） |
| 桑名郡 （1町15村） | 桑名町・赤須賀村・大山田村・益生村・城南村・桑部村・在良村・深谷村・古浜村・野代村・七取村・多度村・古美村・楠村・長島村・伊曽島村（現・桑名市）                                                                              |
| 員弁郡 （16村）    | 七和村（現・桑名市）、久米村（現・桑名市・東員町）、 大長村・神田村・稲部村（現・東員町）、 大泉村・大泉原村・笠田村・梅戸井村・三里村・石榑村・丹生川村・治田村・山郷村・阿下喜村・東藤原村（現・いなべ市）                  |
| 一志郡 （9村）     | 波瀬村・川口村・家城村・竹原村・下之川村・多気村・八知村・八幡村・伊勢地村（現・津市） |

備考
- 上表区域のうち鈴鹿郡加太村は1921年7月に供給開始[4]。同村に隣接する鈴鹿郡坂下村（現・亀山市）では東邦電力との合併に前後して準備を進め1922年12月より配電している[97]。
- 供給区域外だが阿山郡小田村（現・伊賀市）にて巌倉水電へと電力を供給した（1921年6月末時点では150キロワットを送電）[60]。

前述の通り北勢電気は東邦電力との合併により同社四日市支店に姿を変えたが、この支店は1930年（昭和5年）になって合同電気（旧・三重合同電気）へと移管され合同電気四日市支社へと改められた。ただし合同電気は1937年（昭和12年）に東邦電力へと吸収されている。さらに5年後の1942年（昭和17年）、戦時下の配電統制により三重県内の東邦電力区域は中部配電の所管するところとなった。従って旧北勢電気は中部配電の後身中部電力（1951年発足）の供給区域にすべて含まれている（三重県は南牟婁郡の一部を除き中部電力区域）。

### 都市ガス
1922年3月時点で都市ガス供給区域は四日市市のみであった。
四日市地区のガス事業は前述のように1923年4月に北勢電気を吸収した東邦電力から東邦瓦斯（東邦ガス）へと譲渡され、東邦瓦斯四日市営業所の所管となる。次いで1930年8月、三重県内ガス事業の統合で合同瓦斯（合同ガス）へ移された。なお2003年（平成15年）になって合同ガスは東邦ガスに吸収されており、この地域へのガス供給は東邦ガスの手に戻っている。

## 発電所
北勢電気では開業から東邦電力合併へと至るまでの間に、火力発電所・水力発電所を各2か所運転した。また未完成のまま東邦電力へ引き継がれた水力発電所が1か所ある。これら発電所5か所の概略は以下の通り。

### 北条発電所
1897年（明治30年）9月の四日市電灯開業時から運転された発電所に火力発電所の北条発電所がある。四日市市北条町の本社構内に位置した。発電所名は第一火力発電所とも。
建設時の設備はアメリカ合衆国製で、ボイラー2台・80馬力蒸気機関1台・28.5キロワット直流発電機2台からなった。1904年（明治37年）7月にボイラー・125馬力蒸気機関・75キロワット三相交流発電機各1台からなる新設備が追加され、直流送電（電圧125ボルト）・交流送電（2300ボルト）併用となる。しかしこれらの使用期間は短く、1910年（明治43年）3月に改修工事が完成し出力750キロワットの新設備に置き換えられた。
新設備はボイラー3台とウェスティングハウス・エレクトリック製のパーソンズ式蒸気タービン・三相交流発電機1組からなる。燃料は石炭（粉炭・切込炭・塊炭）。周波数は60ヘルツに設定された（他の発電所と共通）。発生電力は11キロボルトに昇圧の上管内各地へ送電されるか、2300ボルトの電圧のまま市内に配電された。
下記の大井川発電所が完成すると予備発電所に回された。北勢電気と東邦電力の合併後、1930年5月の四日市支店分離で北条発電所も合同電気へと引き継がれたが、1933年（昭和8年）10月に合同電気の手によって廃止された。跡地には中部電力四日市営業所がある。

### 大井川発電所
北勢電気社内で最大の発電所は火力発電所の大井川発電所である。所在地は三重郡日永村大字日永（現・四日市市）。増設の余地がなくなった北条発電所に代わる主力発電所として建設され、1913年（大正2年）4月に運転を開始した。発電所名は第二火力発電所とも書かれる。
燃料搬入や用水などに都合が良い天白川・鹿化川合流点附近に建設された。発電設備はバブコック・アンド・ウィルコックス (B&W) 製ボイラー3台、ブリティッシュ・トムソン・ヒューストン (BTH) 製カーチス式蒸気タービンおよび三相交流発電機各1台からなり、発電所出力は1500キロワットであった。燃料は北条発電所と同じく石炭（粉炭・切込炭・塊炭）が用いられた。
東邦電力への合併後、北条発電所と同じく1930年に合同電気へと移管された。1937年の東邦電力による合同電気吸収まで残ったが、翌1938年（昭和13年）12月に東邦電力の手により廃止されている。

### 千草発電所
位置 ： 北緯35度2分37.0秒 東経136度28分16.3秒 / 北緯35.043611度 東経136.471194度
北勢電気最初の水力発電所は千草発電所（千種発電所とも）である。所在地は三重郡千種村大字千種（現・菰野町千草）。四日市電灯時代の1907年（明治40年）4月に運転を開始した。
朝明川に堰堤を築造して毎秒0.362立方メートルを取水、川の右岸に沿った約1.2キロメートルの水路により127.33メートルの有効落差を得て発電するという仕組みを持つ。発電所出力は350キロワットで、発電設備としてペルトン水車会社製ペルトン水車とゼネラル・エレクトリック (GE) 製三相交流発電機を備える。水車は2台あり、1台の発電機の両側に1台ずつ水車が直結されていた。
北勢電気から東邦電力、合同電気、東邦電力、中部配電を経て1951年以降は中部電力に帰属する。1977年（昭和52年）5月、発電機の改修により出力が350キロワットから500キロワットへ引き上げられた。

### 八知発電所
北勢電気2番目の水力発電所は八知発電所である。ただし旧・大勢水力電気が1918年（大正7年）5月より運転していた発電所であり自社建設ではない。所在地は一志郡八知村（現・津市美杉町八知）。
雲出川支流神河谷川にある発電所で、毎秒0.0695立方メートルを取水の上、川の左岸に通した約700メートルの水路で有効落差104メートルを得て発電する。発電設備はペルトン水車・三相交流発電機各1台からなり、発電所出力は当初34キロワット・のち45キロワットであった。発生電力の周波数は初め50ヘルツであったが、後に他と同じ60ヘルツに改められている。
東邦電力への合併後、1930年に合同電気へと移管されたが、合同電気により1932年（昭和7年）8月に廃止された。

### 竹原発電所
位置 ： 北緯34度35分38.0秒 東経136度18分26.8秒 / 北緯34.593889度 東経136.307444度
北勢電気の未落成発電所に竹原発電所がある。1918年9月に北勢電気が建設許可を得たが、北勢電気時代には完成に至らず、東邦電力時代の1922年（大正11年）10月になって完成、1923年（大正12年）1月より発電を開始した。所在地は一志郡竹原村大字竹原（現・津市美杉町竹原）。
雲出川支流八手俣川に堰堤を築き、毎秒最大1.113立方メートルを取水、川の左岸に沿った3.2キロメートルの水路によって83.4メートルの有効落差を得て発電する。出力は700キロワットで、電業社製フランシス水車と芝浦製作所製発電機を各1台備える。発生電力の周波数は60ヘルツ。
東邦電力から合同電気、再度の東邦電力、中部配電を経て1951年以降は中部電力に帰属する。1984年（昭和59年）3月に水車の改造と建屋の新築が実施された。

## 人物

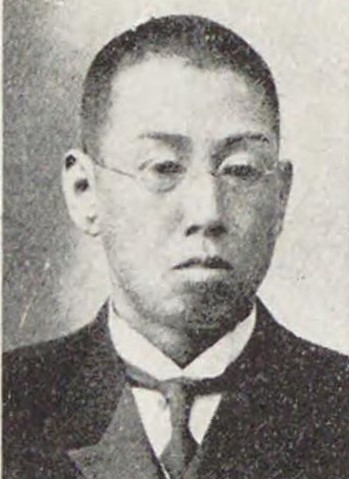
取締役を務めた小菅剣之助

東邦電力との合併直前、1921年末時点での役員は以下の12名であった。
- 取締役 ：
  - 九鬼紋七 ： 社長。四日市随一の資産家で家業は肥料・石炭商[112]。
  - 平野太七 ： 常務。発起人の一人[2]。四日市の実業家で家業は魚問屋[113]。
  - 吉田茂太郎 ： 発起人の一人[2]。四日市の旅館兼料亭「松茂楼」主人[114]。
  - 伊藤紀兵衛 ： 桑名の米相場師、元桑名米穀取引所理事長[115]。
  - 小菅剣之助 ： 四日市の資産家[116]。
  - 熊澤一衛 ： 三重郡河原田村出身の実業家で元四日市製紙取締役[117]。
  - 松岡栄太郎 ： 支配人（1910年1月就任）[118]。実家は三重郡日永村の資産家[119]。
  - 中条一資 ： 京都帝国大学卒の電気技術者で技師長（1911年就任）[120]。
- 監査役 ：
  - 水谷五郎九 ： 発起人の一人[2]。四日市の実業家[121]。
  - 熊澤九右衛門 ： 発起人の一人[2]。食用油製造の熊澤製油所（後の熊沢製油産業）創業者[122]。
  - 南川三右衛門 ： 発起人の一人[2]。四日市の材木商[123]。
  - 中村藤助 ： 発起人の一人[2]。四日市の材木商[124]。

## 関係会社
九鬼紋七や平野太七ら北勢電気経営陣が関わった電力会社に「愛岐電気興業株式会社」と「時水力電気株式会社」の2社があった。双方とも北勢電気と同時に東邦電力へと合併された会社であり、前者については北勢電気との間に直接の資本関係が、後者との間には受電関係があった。この2社の概略について以下に記す。

### 愛岐電気興業
愛岐電気興業株式会社は、1920年（大正9年）2月1日、資本金70万円で四日市市北条町54番屋敷（北勢電気と同一所在地）に設立。同年8月1日、愛知県東春日井郡高蔵寺村（現・春日井市）にあった玉川水電株式会社を合併し、電気事業者となった。
母体にあたる玉川水電は、九鬼紋七・平野太七・伊藤紀兵衛・小菅剣之助や名古屋の森勇太郎・青木松太郎らが高蔵寺を流れる庄内川（別名玉野川）での水力発電を目的に発起した会社で、1916年（大正5年）8月27日、資本金15万円で設立された。玉川水電の供給区域は名古屋近郊の東春日井郡高蔵寺村・坂下村・鷹来村（以上現・春日井市）・篠岡村（現・小牧市）・志段味村（現・名古屋市守山区）および愛知郡幡山村（現・瀬戸市）・長久手村（現・長久手市）・日進村（現・日進市）・猪高村（現・名古屋市名東区）の9村で、翌1917年（大正6年）9月に受電を電源に開業。1919年（大正8年）5月には玉川電炉工業（前年12月設立・資本金15万円）を合併し、資本金30万円の会社となった。
玉川水電合併後、1920年11月期決算時点での愛岐電気興業の資本金は100万円で、熊澤一衛と九鬼紋七が大株主であった。社長は九鬼、専務は土井藤右衛門（尾鷲の資産家、家業は醤油醸造業・林業）、常務は蓮池正六（四日市）がそれぞれ務め、取締役には熊澤一衛・平野太七・中条一資らが名を連ねている。1921年（大正10年）8月、庄内川の玉野発電所（出力500キロワット）が運転を開始した。
1922年1月12日、愛岐電気興業では臨時株主総会を開き関西電気への合併と合併に伴う解散を決議した。合併比率は1対1で、合併に伴う関西電気の資本金増加額は97万5000円（うち58万5000円払込）である。ただし北勢電気が所有する愛岐電気興業株式500株は合併と同時に消却するものとされた。逓信省の合併認可は北勢電気と同じ同年5月11日付で下り、6月26日、愛岐電気興業は関西電気改め東邦電力と合併し解散した。

### 時水力電気
時水力電気株式会社は、三重県境に接する岐阜県養老郡時村（現・大垣市上石津地区）での村営電気事業計画に端を発して起業された電力会社である。1918年（大正7年）12月26日、資本金30万円で大垣市郭町に設立された。設立時の代表取締役は岐阜県安八郡福束村（現・輪之内町）の中島豊之助が務め、その他取締役には大垣の戸田鋭之助、北勢電気の平野太七・中条一資などが名を連ねる。
時水力電気は会社設立後、時村大字上（現・大垣市上石津町上）を流れる郁利谷にて発電所建設に取り掛かり、1921年11月に工事を終えて同月20日に開業した。この時発電所の出力は170キロワットである。供給区域は時村とその北隣・南隣にあたる養老郡多良村および三重県員弁郡立田村（現・いなべ市）の計3村。さらに翌1922年1月より北勢電気への電力供給も行った。
1922年1月14日、臨時株主総会を開き関西電気への合併と合併に伴う解散を決議した。合併比率は6対5.333で、合併に伴う関西電気の資本金増加額は時水力電気の資本金30万円（うち15万円払込）に対して26万6650円（うち13万3325円払込）に留まる。逓信省の合併認可は同年5月11日付で下り、7月5日付登記をもって時水力電気は解散した。

### 企業史
- 合同瓦斯 編『合同瓦斯四十年史』合同瓦斯、1970年。NDLJP:11954136。
- 静岡鉄道創立100周年記念事業推進プロジェクトチーム 編『静鉄グループ百年史』静岡鉄道、2020年。
- 中部電力電気事業史編纂委員会 編『中部地方電気事業史』上巻・下巻、中部電力、1995年。
- 東邦瓦斯 編『社史 東邦瓦斯株式会社』東邦瓦斯、1957年。NDLJP:2485031。
- 東邦ガス社史編集委員会 編『東邦ガス最近10年のあゆみ』東邦ガス、2012年。
- 東邦電力史編纂委員会 編『東邦電力史』東邦電力史刊行会、1962年。NDLJP:2500729。
- 北陸地方電気事業百年史編纂委員会 編『北陸地方電気事業百年史』北陸電力、1998年。

### 官庁資料
- 『電気事業要覧』明治40年、逓信省通信局、1908年。NDLJP:805420。
- 逓信省電気局 編『電気事業要覧』明治44年、逓信協会、1912年。NDLJP:974998。
- 逓信省電気局 編『電気事業要覧』第7回、逓信協会、1915年。NDLJP:975000。
- 逓信省電気局 編『電気事業要覧』第8回、逓信協会、1916年。NDLJP:975001。
- 逓信省電気局 編『電気事業要覧』第12回、逓信協会、1920年。NDLJP:975005。
- 逓信省電気局 編『電気事業要覧』第13回、逓信協会、1922年。NDLJP:975006。
- 『瓦斯事業概覧』農商務省商工局、1913年。NDLJP:946959。
- 帝国瓦斯協会 編『瓦斯事業要覧』大正10年度、帝国瓦斯協会、1922年。NDLJP:946302。

### 郷土誌
- 近藤杢、平岡潤 編『桑名市史』本編、桑名市教育委員会、1959年。NDLJP:3015315。
- 関町教育委員会 編『鈴鹿関町史』下巻、関町役場、1984年。NDLJP:9571333。
- 中西淳一 編『時村史』中西淳一、19311。NDLJP:1191392。
- 中林楓水『河芸郡史』河芸郡史編纂会、1918年。NDLJP:959169。
- 服部英雄 編『三重県史』下巻、弘道閣、1918年。NDLJP:3438459。
- 北勢町町史編さん委員会 編『北勢町史』北勢町、2000年。
- 四日市市 編『四日市市史』四日市市、1961年。NDLJP:3026662。
- 四日市市 編『四日市市史』第十二巻 史料編近代II、四日市市、1993年。
- 四日市市 編『四日市市史』第二十巻 年表、四日市市、2002年。

### その他書籍
- 黒川静夫『三重の水力発電』三重県良書出版会、1997年。
- 重宗雄三 編『重宗芳水伝』故重宗芳水君伝記編纂会、1934年。NDLJP:1224323。
- 商業興信所『日本全国諸会社役員録』
  - 『日本全国諸会社役員録』第8回、商業興信所、1900年。NDLJP:780115。
  - 『日本全国諸会社役員録』第15回、商業興信所、1907年。NDLJP:780119。
  - 『日本全国諸会社役員録』第16回、商業興信所、1908年。NDLJP:780120。
- 人事興信所 編『人事興信録』第4版、人事興信所、1915年。NDLJP:1703995。
- 電気之友社 編『電気年鑑』
  - 『電気年鑑』昭和8年、電気之友社、1933年。NDLJP:1939809。
  - 『電気年鑑』昭和9年（第19回）、電気之友社、1934年。NDLJP:1139536。
  - 『電気年鑑』昭和14年（第24回）、電気之友社、1939年。NDLJP:1115068。
- 東京興信所 編『銀行会社要録』第25版、東京興信所、1921年。NDLJP:936331。
- 長坂金雄 編『大日本銀行会社沿革史』東都通信社、1913年。NDLJP:945993。
- 服部英雄 編『三重県紳士録』三重県紳士録編纂会、1915年。NDLJP:950462。
- 原田登 編『帝国大学出身録』帝国大学出身録編輯所、1922年。NDLJP:970710。
- 松田豊幹 編『三重県下商工人名録』三重日報社、1893年。NDLJP:780234。
- 森永餅畝『実務家経歴譚』尚友堂、1897年。NDLJP:778006。
- 四日市商工会議所 編『中部日本四日市港』四日市商工会議所、1930年。NDLJP:1024100。

### 記事
- 浅野伸一「戦前三重県の火力発電事業」『シンポジウム中部の電力のあゆみ』第10回講演報告資料集（三重の電気事業史とその遺産）、中部産業遺産研究会、2002年10月、111-143頁。
- 浅野伸一「名古屋電灯創設事情」『シンポジウム中部の電力のあゆみ』第13回講演報告資料集（中部の電力技術史とその遺産）、中部産業遺産研究会、2005年11月、59-110頁。